# Єкатерининське
Єкатери́нинське (рос. Екатерининское) — село у складі Третьяковського району Алтайського краю, Росія. Адміністративний центр Єкатерининської сільської ради.
Стара назва — Єкатериновка.

## Населення
Населення — 1129 осіб (2010; 1230 у 2002).
Національний склад (станом на 2002 рік):
- росіяни — 96 %